# Francisco Benevides
Francisco Tilman de Sá Benevides (* 1950; † 2010 in Dili, Osttimor), war ein Unabhängigkeitsaktivist und Politiker aus Osttimor.

## Werdegang
Benevides war einer der Bewohner des Casa dos Timores, einer Wohngemeinschaft osttimoresischer Studenten in Lissabon, die sich Anfang der 1970er-Jahre mit revolutionär-marxistische und nationalistische Ideen befassten und einen großen Anteil an der späteren Radikalisierung der FRETILIN hatten. Um die Jahreswende 1974/75 kehrte er, wie andere Mitglieder der Gruppe nach Portugiesisch-Timor zurück, dass sich in der Vorbereitung auf die Unabhängigkeit befand. Von den 18 Mitgliedern der Gruppe, die nach der Invasion Indonesiens in Osttimor blieben, ist Benevides der einzige, der die Besatzungszeit von 1975 bis 1999 überlebte. Er gehörte als Teil der politischen Front zur zweiten Generation der Mitgliedern des Zentralkomitees der FRETILIN (CCF).
Am 20. Mai 2002 wurde Osttimor in die Unabhängigkeit entlassen. Benevides wurde in der I. Regierung Vizeminister für Kaffee und Forstwirtschaft. In der II. Regierung (2006–2007) war er Vizeminister für Landwirtschaft, Forst und Fischerei und schließlich in der III. Regierung (2007) Minister für Landwirtschaft, Forst und Fischerei.
2006 wurde Benevides der Ordem de Dom Boaventura verliehen. Wie andere Veteranen des Unabhängigkeitskampfes absolvierte Benevides nach der Unabhängigkeit Osttimors noch ein Jurastudium. Seinen Abschluss machte er 2010 im Alter von 60 Jahren. Noch im selben Jahr verstarb er in Dili.